# 佐賀高等学校 (旧制)
| 佐賀高等学校 | 佐賀高等学校                      |
| ------------ | --------------------------------- |
| 創立         | 1920年                            |
| 所在地       | 佐賀県佐賀郡本庄村 （現・佐賀市） |
| 初代校長     | 生駒万治                          |
| 廃止         | 1950年                            |
| 後身校       | 佐賀大学                          |
| 同窓会       | 菊葉同窓会                        |

旧制佐賀高等学校（きゅうせいさがこうとうがっこう）は、佐賀県佐賀郡本庄村（現・佐賀市）に設立された官立の旧制高等学校。略称は佐高（さこう）。

## 概要
- 改正高等学校令に基づき、第15番目の官立高等学校として設立された。
- 3年制の高等科 （文科、理科） を設置した。
- 学生帽の白線は3条である[1]。
- 寄宿舎として 「不知火寮」 が設置された。
- 第二次世界大戦後の学制改革により新制佐賀大学に包括され、文理学部の母体となった。

## 沿革
前史
- 1917年（大正6年）8月 - 佐賀県議会、文部省に高等学校設置を請願。
- 1918年（大正7年）
  - 3月 - 佐賀市議会、用地寄附請願書を文部大臣に提出。（大分県と高等学校誘致合戦となる。）
  - 9月 - 文部省より、敷地寄附受入の通知 （佐賀県への設置決定）。
- 1919年（大正8年）- 佐賀郡本庄村長 三好勝一、敷地約7町歩を寄贈。
  - 地元負担金 69万5千円を県・地元市町・民間有志からの寄附で捻出。うち、岡崎藤吉からの寄附 20万円。

佐賀高等学校
- 1920年（大正9年）
  - 4月17日 - 文部省直轄諸学校官制改正により、佐賀高等学校が設置 （勅令第110号）。
  - 9月12日 - 仮校舎にて開校入学式。
- 1921年（大正10年）
  - 3月 - 本庄村の新校舎に移転。
  - この年、焼打事件 （退校処分2名）、佐中生乱入事件発生。
- 1922年（大正11年）
  - 1月 - 新寮へ移転 （1924年（大正13年）、「不知火寮」 と命名）。
  - この年、第1回記念祭を挙行。寮歌 『暁近き野に出でて』 発表 （武内竜次 作詞・作曲）。5月17日を創立記念日に定める。
- 1924年（大正13年）11月 - 落成式を挙行。
- 1927年（昭和02年）- 寮歌集 『佐賀高校歌曲集』 を刊行。
- 1937年（昭和12年）- 全国高等学校野球大会で優勝。
- 1940年（昭和15年）- 不知火寮を 「報国寮」 と改称 （戦後、不知火寮に復称）。
- 1944年（昭和19年）- 生徒動員が開始。
  - 5月 - 3年生 川南造船へ。
  - 7月 - 2年生 長崎造船へ。
  - 12月 - 1年文科 三菱兵器へ。
- 1945年（昭和20年）8月 - 1年文科生、動員先の長崎にて原爆に被爆。
- 1947年（昭和22年）- 図書館閲覧室焼失。
- 1949年（昭和24年）5月31日 - 新制佐賀大学発足。文理学部の母体となり、佐賀大学佐賀高等学校として包括される。
- 1951年（昭和26年）3月： 法律5号により、佐賀大学佐賀高等学校廃止。

## 歴代校長
- 初代：生駒万治（1920年4月 - 1935年4月）
- 第2代：森岡喜三郎（1935年4月 - 1941年4月）
- 第3代：日野月明喜（1941年4月 - 1943年9月）
- 第4代：江口重国（1943年9月 - 1945年7月25日[2]）
- 第5代：志水義暲（1945年7月25日[2] - 1946年3月）
- 校長事務取扱：青山信雄（1946年3月 - 1946年5月）
- 第6代： 島地威雄（1946年5月 - 1949年5月）
- 佐賀大学佐賀高等学校々長：島地威雄（兼務）（1949年5月 － 1950年3月）

## 校地の変遷と継承
開校時は佐賀市内にあった元佐賀高等小学校女子部校舎を仮校舎として使用した。翌1921年2月に佐賀県佐賀郡本庄村1番地 （現・佐賀市本庄町） の新校舎が竣工し、3月末に移転した。本庄校地は、校地北側の東西に伸びる県道の通称に因み、学校関係者から 「十五畷」 と呼ばれた。本庄校地は佐賀高等学校廃止まで維持され、後身の佐賀大学に引き継がれた（現・本庄キャンパス）。

## 著名な出身者

### 政界
- 池田直（佐賀県知事）
- 小川平二（労働大臣、自治大臣、文部大臣）
- 仮谷志良（和歌山県知事）
- 栗原祐幸（労働大臣、防衛庁長官）
- 坂井時忠（兵庫県知事）
- 三池信（郵政大臣）
- 本島等（長崎市長）
- 米田正文（参議院議員、建設事務次官）

### 官界
- 生駒勇（ジェトロ副理事長、大阪通産局長 / ジェトロでは村田恒と共に輸入奨励にシフト）
- 牛丸義留（厚生事務次官）
- 江口俊男（第4代目警察庁長官）
- 大津留温（建設事務次官、住宅金融公庫総裁）
- 梶木又三（環境庁長官、農林官僚）
- 久良治章吾（科学技術事務次官）
- 島田豊（防衛事務次官、内務出身）
- 下村治（大蔵官僚、エコノミスト）
- 白木康進（会計検査院長）
- 武内龍次（外務事務次官、駐米大使、初代通産省通商局長）
- 宮崎勇（官庁エコノミスト、経済企画庁長官）
- 山崎平八郎（国土庁長官、農林官僚）

### 法曹界
- 李太熙（大韓民国検察総長）
- 江里口清雄（最高裁判所裁判官）
- 山口良忠（裁判官、闇米を拒否して栄養失調で死亡）

### 学界
- 板坂元（国文学者、評論家）
- 稲垣良典（哲学者）
- 古賀忠道（恩賜上野動物園園長）
- 小森義峯（憲法学者）
- 田中健藏（医学者、九州大学総長）
- 田中浩（政治学者、一橋大学名誉教授）
- 細川一（医学者、水俣病発見者）
- 宮崎雄行（英文学者、詩人）

### 財界
- 石松正鉄（住友石炭鉱業社長）
- 木下英俊（三菱樹脂社長）
- 近藤秋男（全日本空輸社長）
- 志岐守哉（三菱電機社長）
- 真藤恒（NTT初代社長）
- 田中季雄（住友軽金属工業初代社長）
- 玉置明善（千代田化工建設社長）
- 永倉三郎（九州電力社長、九州・山口経済連合会会長）
- 成田豊（電通会長・社長）
- 樋口善典（共同印刷社長）
- 古川進（大和銀行頭取、大阪商工会議所会頭）
- 松尾静磨（日本航空社長）
- 森清治（小野田セメント社長）
- 諸富春太（新日本証券初代社長）
- 山口恒則（四国電力社長、四国経済連合会会長）

### 報道
- 青地晨（評論家、「魔の時間 -六つの冤罪事件-」の著者、中退）
- 入江徳郎（ニュースキャスター）
- 上田常隆（毎日新聞社社長）

### 文学
- 伊東静雄（詩人）
- 金史良（小説家）
- 渋川驍（小説家）
- 山本太郎（詩人）

## 関連書籍
- 『遥かなり十五畷 : 青春無限　旧制佐賀高等学校創立60周年記念写真集』　菊葉同窓会、1981年8月。
  - 巻末に年表あり （但し、ほとんどの事象は年単位でしか記載されていない）。
- 『南に遠く : 旧制佐賀高等学校創立70周年記念祭 1990』　菊葉同窓会、1991年10月。
  - 巻末に創立の経緯が詳述されている。